# Bellaspira acclivicosta
Bellaspira acclivicosta é uma espécie de gastrópode do gênero Bellaspira, pertencente a família Drilliidae.